# Lenne (Hastière)
Pour les articles homonymes, voir Lenne.
Lenne est un hameau belge de l'ancienne commune de Waulsort, situé dans la commune d'Hastière et la province de Namur.
Lenne consiste en deux grosses fermes isolées, qui sont un centre de "Gîtes à la ferme".